# فیلتر پایین‌گذر
فیلتر پایین‌گذر (به انگلیسی: Low-pass filter) نوعی فیلتر است که سیگنال‌های با بسامدی کمتر از یک بسامد مشخص را عبور می‌دهد. لازم به ذکر است که این فیلتر در پردازش سیگنال اهمیت دارد و اثری بر سیگنال DC ندارد.

## فیلتر پایین‌گذر با یک مدار ساده

ساختار ساده یک فیلتر پایین گذر

یکی از ساده‌ترین ساختارهای مدار فیلتر پایین گذر اتصال یک مقاومت و یک خازن به صورت سری می‌باشد. اگر {\displaystyle V_{in}} یک منبع جریان متناوب با بسامد {\displaystyle f} باشد، می‌توان مشاهده کرد که {\displaystyle V_{out}} برابر است با:
- {\displaystyle \omega } بسامد زاویه‌ای می‌باشد: {\displaystyle \omega =2{\pi }f}

با توجه به رابطهٔ بالا وقتی فرکانس (و در نتیجه ω) افزایش یابد، حاصل کسر کوچک می‌شود و در نتیجه ولتاژ خروجی به صفر میل می‌کند.

## راه‌های تشخیص
به‌طور کلی بهترین راه برای تشخیص انواع فیلتر محاسبه تابع تبدیل می‌باشد. نمودارهای گوناگونی برای به تصویر کشیدن این تابع استفاده می‌شود. تابع تبدیل چیزی نیست جز تبدیل لاپلاس نسبت خروجی به ورودی یک سیستم.

### نمودار اندازه تابع تبدیل

نمودار اندازه تابع تبدیل

با استفاده از نمودارهای اندازه تابع تبدیل تشخیص یک فیلتر پایین گذر به راحتی انجام پذیر است. شکل روبرو نمودار اندازه تابع تبدیل مدار بخش پیشین می‌باشد ({\displaystyle RC=1}). به روشنی می‌توان دید که برای فرکانسهایی بزرگتر از یک فرکانس مشخص، اندازه تابع تبدیل به صفر میل می‌کند.

### نمودار بُد (Bode Plot)

نمودار اندازه بدی تابع تبدیل

نمودار بُد که در واقع نمایشی دیگری از تابع تبدیل می‌باشد می‌تواند برای تشخیص انواع فیلتر استفاده شود.